# Ferishtah’s Fancies
Ferishtah's Fancies – cykl liryczny angielskiego poety Roberta Browninga,  opublikowany w 1884. Jest oparty na tradycji Bliskiego Wschodu. Bohaterem jest perski prorok Ferishtah. Trzy wiersze z omawianego zbiorku (Szukałaś po omacku, Jestem człowiekiem i Ach, moja miła – Epilog przełożył na język polski Juliusz Żuławski.